# Mouhameth Galaye Ndiaye
Mouhameth Galaye Ndiaye est un islamologue sénégalais spécialiste du mouridisme,.

## Biographie
Après avoir grandi au Sénégal et en Mauritanie, Mouhameth Galaye Ndiaye émigre en 2002 à Liège pour étudier la philosophie à l'université de Liège. Il vit aujourd'hui[Quand ?] à Bruxelles où il est employé à la Grande mosquée de Bruxelles, à partir de 2013. En 2014, il y devient imam jusque fin 2018.
Selon l'hebdomadaire d'information Le Vif/L'Express, Mouhameth Galaye Ndiaye est probablement l'imam le plus important de Belgique.
Selon Les Territoires conquis de l'islamisme, ouvrage dirigé par Bernard Rougier : « Mouhameth Galaye Ndiaye ne cache pas son admiration pour Ahmadou Bamba, le fondateur de la confrérie soufie des Mourides, très présente en Afrique de l'Ouest ».

## Publication
- « Le réalisme pragmatique du Cheikh suprême de la Muridiyya », Mouride Éveillé,‎ 2007.